# Fréville (Sena Marítim)
Fréville és un municipi francès situat al departament del Sena Marítim i a la regió de Normandia. L'any 2007 tenia 851 habitants.

## Demografia

### Població
El 2007 la població de fet de Fréville era de 851 persones. Hi havia 329 famílies de les quals 91 eren unipersonals (28 homes vivint sols i 63 dones vivint soles), 91 parelles sense fills, 139 parelles amb fills i 8 famílies monoparentals amb fills.
La població ha evolucionat segons el següent gràfic:
Habitants censats

### Habitatges
El 2007 hi havia 354 habitatges, 332 eren l'habitatge principal de la família, 5 eren segones residències i 17 estaven desocupats. 288 eren cases i 62 eren apartaments. Dels 332 habitatges principals, 172 estaven ocupats pels seus propietaris, 158 estaven llogats i ocupats pels llogaters i 3 estaven cedits a títol gratuït; 33 tenien una cambra, 25 en tenien dues, 32 en tenien tres, 92 en tenien quatre i 151 en tenien cinc o més. 267 habitatges disposaven pel capbaix d'una plaça de pàrquing. A 139 habitatges hi havia un automòbil i a 154 n'hi havia dos o més.

### Piràmide de població
La piràmide de població per edats i sexe el 2009 era:
| Homes | Edats   | Dones |
| ----- | ------- | ----- |
| 0     | 95 o +  | 0     |
| 0     | 90 a 94 | 0     |
| 4     | 85 a 89 | 8     |
| 0     | 80 a 84 | 4     |
| 12    | 75 a 79 | 8     |
| 20    | 70 a 74 | 20    |
| 24    | 65 a 69 | 28    |
| 16    | 60 a 64 | 12    |
| 12    | 55 a 59 | 16    |
| 20    | 50 a 54 | 4     |
| 44    | 45 a 49 | 40    |
| 32    | 40 a 44 | 40    |
| 16    | 35 a 39 | 24    |
| 36    | 30 a 34 | 20    |
| 20    | 25 a 29 | 16    |
| 36    | 20 a 24 | 32    |
| 36    | 15 a 19 | 16    |
| 16    | 10 a 14 | 40    |
| 20    | 5 a 9   | 28    |
| 16    | 0 a 4   | 32    |

## Economia
El 2007 la població en edat de treballar era de 567 persones, 428 eren actives i 139 eren inactives. De les 428 persones actives 400 estaven ocupades (221 homes i 179 dones) i 29 estaven aturades (10 homes i 19 dones). De les 139 persones inactives 42 estaven jubilades, 50 estaven estudiant i 47 estaven classificades com a «altres inactius».

### Ingressos
El 2009 a Fréville hi havia 338 unitats fiscals que integraven 862,5 persones, la mediana anual d'ingressos fiscals per persona era de 17.389 €.

### Activitats econòmiques
Dels 30 establiments que hi havia el 2007, 2 eren d'empreses extractives, 1 d'una empresa alimentària, 3 d'empreses de construcció, 9 d'empreses de comerç i reparació d'automòbils, 1 d'una empresa de transport, 2 d'empreses d'hostatgeria i restauració, 1 d'una empresa immobiliària, 4 d'empreses de serveis, 5 d'entitats de l'administració pública i 2 d'empreses classificades com a «altres activitats de serveis».
Dels 7 establiments de servei als particulars que hi havia el 2009, 1 era una oficina de correu, 1 taller de reparació d'automòbils i de material agrícola, 1 guixaire pintor, 2 electricistes, 1 empresa de construcció i 1 perruqueria.
Dels 2 establiments comercials que hi havia el 2009, 1 era una botiga de menys de 120 m² i 1 una fleca.
L'any 2000 a Fréville hi havia 8 explotacions agrícoles.

## Equipaments sanitaris i escolars
L'únic equipament sanitari que hi havia el 2009 era una farmàcia.
El 2009 hi havia una escola elemental.

## Poblacions més properes
El següent diagrama mostra les poblacions més properes.